# Улица Седова (Москва)
Улица Седо́ва — улица на севере Москвы в районе Свиблово Северо-Восточного административного округа между Снежной улицей и Лазоревым проездом. Названа в 1964 году в честь Георгия Яковлевича Седова — гидрографа, военного моряка, организатора экспедиции к Северному полюсу на судне «Святой Фока» (1912).

## Расположение
Улица Седова — бульварного типа с широким зелёным сквером между полосами движения. Проходит с востока на запад, начинаясь от Снежной улицы, пересекает 2-й Ботанический проезд и заканчивается на Лазоревом проезде вблизи от 1-го Ботанического проезда.

## Учреждения и организации
По нечётной стороне:
- Дом 3 — библиотека СВАО № 86. На строительной площадке этого дома Л. И. Гайдай снимал свой комедийный фильм «Операция «Ы» и другие приключения Шурика»[1].
- Дом 7, корпус 1 — отделение связи № 323-И-129323; ДЕЗ «Свиблово» СВАО;
- Дом 9, корпус 1 — строительная организация «Тэкстрой»;
- Дом 13, корпус 1 — сберегательный банк РФ (Аксб Рф) Мещанское отд. № 7811/01169, аптека, парикмахерская, автозапчасти;

По чётной стороне:
- Дом 4, корпус 1 — гимназия № 1565;
- Дом 12а — спортивный комплекс «Свиблово»; Специализированная детско-юношеская школа Олимпийского резерва по единоборствам; клуб Айкидо Койнобори;
- Дом 12 — прогимназия № 1779 (бывшая № 294).

## Общественный транспорт
По улице проходят маршруты автобусов:
- 61 Ясный проезд —  Свиблово —  Ботанический сад/ Ботанический сад
- 195 ВДНХ (Главный Вход) —  ВДНХ —  Ботанический сад/ Ботанический сад —  Свиблово — Проезд Русанова